# Хроніка Наукового Товариства імені Шевченка
«Хроніка Наукового Товариства ім. Шевченка» (до 1905 — «Хроніка Українсько-Руського Наукового Товариства ім. Шевченка») — бюлетень, що публікував звіти й матеріали з діяльності НТШ. З 1900 до 1914 «X.» виходила квартально (59 чч.), з 1918 (за воєнні роки 1914 — 18 вийшли чч. 60 — 62) неперіодично. Разом за 1900 — 39 появилося у Львові 74 чч. З відновленням НТШ в еміграції вийшли за час від 1939 до 1949 75 — 76 чч. «X.»; від 1949 до 1953 вийшло 77 ч. (1954), за 1963 ч. 79 і за 1964 — 65 ч. 80 (1966).
«X.» інформує про рух свого членства, подає відомості про зміст нових праць тощо. До 1939 «X.» повідомляла про стан своєї бібліотеки і музеїв (Культ.-Іст., Іст. воєнних пам'яток і Природописний), звітувала про стан своїх нерухомостей і підприємств, про допомогу студіюючій молоді тощо; інформувала про зв'язки НТШ з ін. наук. культ. установами; звітувала про участь чл. НТШ в міжнар. наук. конференціях, про заходи НТШ в справі створення Укр. Університету у Львові.  

## Архів номерів поміщений на ресурсі "е-АРХІВ МИХАЙЛА ГРУШЕВСЬКОГО"
1900
1901
1902
1903
1904
1905
1906
1907
1908
1909
1910
1911
1912
1913
1914
1918
1920
1922
1926
1930
1932
1935
1937
1939